# Lorenzo
Lorenzo is een plaats (city) in de Amerikaanse staat Texas, en valt bestuurlijk gezien onder Crosby County

## Demografie
Bij de volkstelling in 2000 werd het aantal inwoners vastgesteld op 1372.
In 2006 is het aantal inwoners door het United States Census Bureau geschat op 1256, een daling van 116 (-8,5%).

## Geografie
Volgens het United States Census Bureau beslaat de plaats een oppervlakte van
2,7 km², geheel bestaande uit land. Lorenzo ligt op ongeveer 965 m boven zeeniveau.

## Plaatsen in de nabije omgeving
De onderstaande figuur toont nabijgelegen plaatsen in een straal van 24 km rond Lorenzo.